# Ponte de Danyang-Kunshan
A Ponte de Danyang-Kunshan é a ponte mais longa do mundo. A ponte é um viaduto de 164,8 km de extensão na linha de Alta Velocidade Pequim-Xangai, destinada a trens de alta velocidade.

## Ponte
A ponte está localizada na linha ferroviária entre Xangai e Nanjing, na província de Jiangsu, no leste da República Popular da China, no delta do Yangtzé, onde a geografia é caracterizada por arrozais de planície, canais, rios e lagos. Ela é quase paralela ao rio Yangtzé, cerca de 8 a 80 km ao sul do rio, passando pelas extremidades norte dos centros populacionais (de oeste para leste) começando em Danyang, Changzhou, Wuxi, Suzhou e terminando em Kunshan. Há uma seção longa de 9 km sobre o lago Yangcheng em Suzhou.
A ponte foi concluída em 2010 e inaugurada em 2011. Empregando 10 mil pessoas, a construção levou quatro anos e custou cerca de 8500 milhões de dolares. A Ponte de Danyang-Kunshan ostenta, desde junho de 2011, o título de ponte mais longa do mundo em qualquer categoria no Guinness World Records.